# Enclisis nigricoxis
Enclisis nigricoxis là một loài tò vò trong họ Ichneumonidae.